# كولونغسبورن
كولونغزبورن (بالألمانية: Kühlungsborn) هي بلدة ألمانية تقع في ألمانيا في مكلنبورغ فوربومرن.[بحاجة لمصدر] يقدر عدد سكانها بـ 7,277 نسمة .

## المدن التوأمة
مدن Büsum، Grömitz و زيلينوغرادسك هي مدن توأمة لـكولونغزبورن.

## أعلام
- بابيتي فون بولو
- ماركو فوربيك